# Symphurus maldivensis
Symphurus maldivensis és un peix teleosti de la família dels cinoglòssids i de l'ordre dels pleuronectiformes que viu a les illes Maldives.